# Rita Moreno

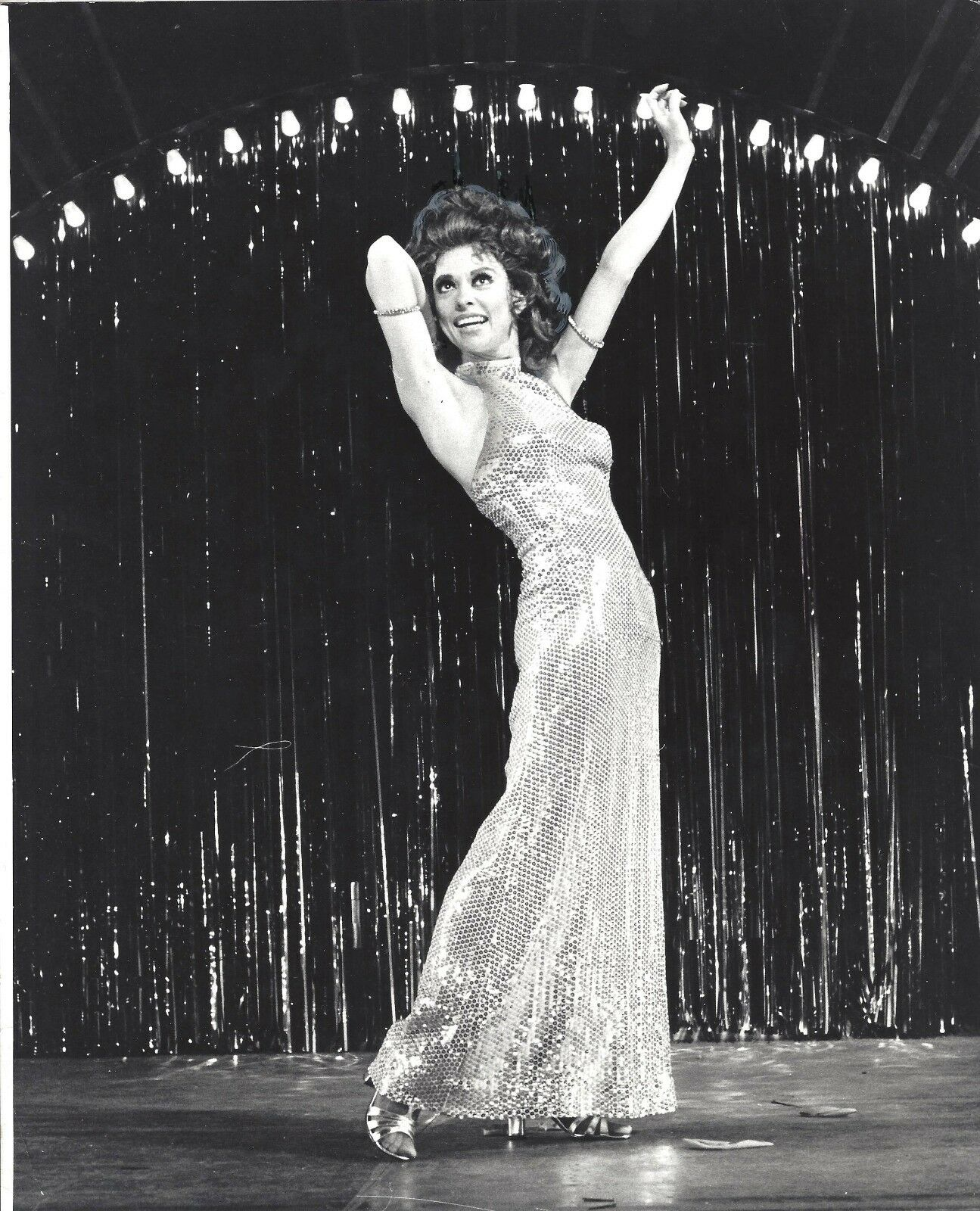
Rita Moreno na planie filmu The Ritz (1975)

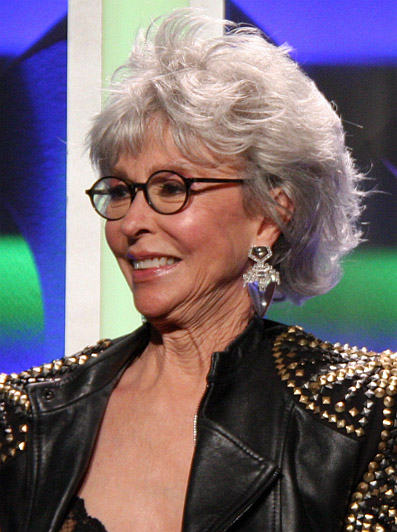
Rita Moreno (2014)

Rita Moreno, właśc. Rosita Dolores Alverio (ur. 11 grudnia 1931 w Humacao) – amerykańska aktorka, tancerka i piosenkarka pochodzenia hiszpańsko−portorykańskiego; nagrodzona Oscarem za rolę drugoplanową w filmie West Side Story.

## Życiorys
Urodziła się w Humacao w Portoryko jako córka krawcowej Maríi Rosy i rolnika Paco Alverío. Po rozstaniu rodziców została przy matce, a gdy miała pięć lat, przeniosła się z nią do Nowego Jorku. Wkrótce przyjęła nazwisko ojczyma, Edwarda Moreno.
W wieku 11 lat użyczyła głosu w hiszpańskojęzycznych wersjach filmów amerykańskich. Hollywoodzcy łowcy talentów zwrócili na nią uwagę, kiedy w wieku 13 lat zagrała swoją pierwszą rolę – Angelinę w broadwayowskiej sztuce Skydrift. W 1952 zagrała niewielką rolę w musicalu Deszczowa piosenka oraz wystąpiła w drugoplanowej roli w filmie Król i ja.
W 1961 zagrała Anitę w ekranizacji musicalu West Side Story w reżyserii Roberta Wise’a. Za występ w filmie otrzymała Oscara i Złoty Glob dla najlepszej aktorki drugoplanowej. Należy do grona laureatów EGOT, czyli czterech najważniejszych nagród amerykańskiego przemysłu muzycznego, tj. Emmy, Grammy, Oscara i Tony. Jest pierwszą aktorką (i pierwszą Hiszpanką), która otrzymała nagrody EGOT i Złoty Glob.
W kolejnych latach kontynuowała karierę aktorską, jednak nie powtórzyła sukcesu West Side Story. Występowała w znanych serialach telewizyjnych, m.in. w Brzyduli Betty (2007).
Ma własną gwiazdę w Hollywood Walk of Fame przy 7080 Hollywood Boulevard. W czerwcu 2004 otrzymała z rąk prezydenta George’a W. Busha Medal Wolności, a w 2009 prezydent Barack Obama odznaczył ją Narodowym Medalem Sztuki.

### Życie prywatne
W latach 1954–1962 pozostawał w nieformalnym związku z Marlonem Brando, który w trakcie trwania ich relacji miał liczne romanse i dwukrotnie się ożenił. W ujawnionych później wspomnieniach przyznała, że zaszła z nim w ciążę, a on nakłonił ją do aborcji. W 1961 próbowała popełnić samobójstwo.
W 1965 roku poślubiła kardiologa i internistę Leonarda Gordona. Ich małżeństwo trwało do jego śmierci w 2010 roku.

## Filmografia

### Filmy fabularne
- 2023: Fast X jako Abuelita
- 2021: West Side Story jako Valentina
- 2011: 4Chosen jako Anna Marie Reyes
- 2006: Play It by Ear jako Ruth
- 2006: Lolo's Cafe jako Lucretia (głos)
- 2004: Król narożnika (King of the Corner) jako Inez
- 2004: Copshop jako Mary Alice
- 2003: Scooby Doo i meksykański potwór (Scooby-Doo! and the Monster of Mexico) jako Doña Dolores / Kobieta #3 (głos)
- 2003: Dom nadziei (Casa de Los Babys) jako señora Muñoz
- 2003: Open House jako Lydia Fitch
- 2001: Pinero (Piñero) jako mama Miguela
- 2000: Blue Moon jako Maggie
- 1999: Carlo's Wake jako Angela Torello
- 1999: The Rockford Files: If It Bleeds... It Leads jako Rita Kapkovic Landale
- 1999: Resurrection jako Mimi
- 1998: Włamywacze (The Spree) jako Irma
- 1998: Slumsy Beverly Hills (Slums of Beverly Hills) jako Belle Abromowitz
- 1995: Więzy krwi (The Wharf Rat) jako Mom
- 1995: Angus jako madame Rulenska
- 1995: Best Defense jako Sędzina
- 1994: Tak jak lubię (I Like It Like That) jako Rosaria Linares
- 1993: Włoski film (Italian Movie) jako Isabella
- 1991: Wiek to nie wszystko (Age Isn't Everything) jako Rita
- 1988: Tales from the Hollywood Hills: Closed Set jako Julie Forbes
- 1982: Portrait of a Showgirl jako Rosella DeLeon
- 1981: Cztery pory roku (The Four seasons) jako Claudia Zimmer
- 1981: Evita Peron jako Renata Riguel
- 1980: Happy Birthday, Gemini jako Lucille Pompi
- 1979: Anatomy of a Seduction jako Nina
- 1978: The Boss' Son jako Esther Rose
- 1977: Der Ruf der blonden Göttin
- 1976: Elegant (The Ritz) jako Googie Gomez
- 1975: Shhh
- 1974: Out to Lunch
- 1974: Dominic's Dream jako Anita Bente
- 1971: Porozmawiajmy o kobietach (Carnal Knowledge) jako Louise
- 1969: Marlowe jako Dolores Gonzales
- 1969: Popi jako Lupe
- 1968: The Night of the Following Day jako Vi
- 1963: Cry of Battle jako Sisa
- 1963: A World of Stars
- 1961: West Side Story jako Anita
- 1961: Lato i dym (Summer and Smoke) jako Rosa Zacharias
- 1960: This Rebel Breed jako Lola
- 1957: The Deerslayer jako Hetty Hutter
- 1956: Król i ja (The King and I) jako Tuptim
- 1956: The Lieutenant Wore Skirts jako Sandra Roberts
- 1956: The Vagabond King jako Huguette
- 1955: Siła uczuć (Untamed) jako Julia
- 1955: Seven Cities of Gold jako Ula
- 1954: Ogród zła jako śpiewaczka w knajpie
- 1954: The Yellow Tomahawk jako Honey Bear
- 1954: Jivaro jako Maroa
- 1953: El Alaméin jako Jara
- 1953: Latin Lovers jako Christina
- 1953: Ma and Pa Kettle on Vacation jako Soubrette (niewymieniona w czołówce)
- 1953: Fort Vengeance jako Bridget Fitzgibbon
- 1952: The Ring jako Lucy Gomez
- 1952: Deszczowa piosenka (Singin' in the Rain) jako Zelda Zanders
- 1952: Cattle Town jako Queli
- 1952: The Fabulous Senorita jako Manuela Rodríguez
- 1950: The Toast of New Orleans jako Tina
- 1950: Pagan Love Song jako Terru
- 1950: So Young So Bad jako Dolores Guererro

### Seriale telewizyjne
- od 2017: One Day at a Time jako Lydia Riera
- 2011-2013: Szczęśliwi rozwodnicy jako Dori Newman
- 2007: Rodzina Duque (Cane) jako Amalia Duque
- 2006-2007: Prawo i porządek: Zbrodniczy zamiar (Law & Order: Criminal Intent) jako Frances Goren
- 2007: Brzydula Betty (Ugly Betty) jako Ciocia Mirta
- 2007: George Lopez jako Luisa Diaz
- 2005: Poszukiwani (Wanted) jako pani Kelly
- 2005: Prawo i bezprawie (Law & Order: Trial by Jury) jako Mildred Quintana
- 2005: Prawo i bezprawie (Law & Order: Special Victims Unit) jako Mildred Quintana
- 2003: Tajniacy (The Handler) jako Danielle Isabella
- 2003: Obrońca (The Guardian) jako Caroline Novack
- 2003: Życie przede wszystkim (Strong Medicine) jako Lydia
- 2002: Rodzina, ach rodzina (American Family) jako Juana
- 2001: Resurrection Blvd.
- 1997-2003: Oz jako siostra Peter Marie Reimondo
- 1997: Dotyk anioła (Touched by an Angel) jako Amanda
- 1997: Murphy Brown jako dr Nancy Goldman
- 1995: The Magic School Bus jako dr Carmina Skeledon
- 1995: Prawo Burke’a (Burke’s Law) jako Jackie Lodge
- 1994-1995: Zagadki Cosby’ego (The Cosby Mysteries) jako Angie Corea
- 1994: Pomoc domowa (The Nanny) jako panna Stone z d. Wickervich (sezon 1 odcinek 19; gościnnie)
- 1994: Gdzie się podziała Carmen Sandiego? (Where on Earth Is Carmen Sandiego?) jako Carmen Sandiego
- 1993: Hearts Afire jako senator Rhonda Hall
- 1992: Raw Toonage jako różne głosy
- 1991: Top of the Heap jako Alixandra Stone
- 1989-1990: B.L. Stryker jako Kimberly Baskin
- 1989: Policjanci z Miami (Miami Vice) jako Kongresmen Madelyn Woods
- 1987: Złotka (The Golden Girls) jako Renee Corliss
- 1987: The Cosby Show jako pani Granger
- 1983: Statek miłości (The Love Boat) jako Gladys Gordon
- 1982–1983: 9 to 5 jako Violet Newstead
- 1960: Zorro jako Chulita
- 1952: Fireside Theatre jako Maria

## Nagrody
- Nagroda Akademii Filmowej Najlepsza aktorka drugoplanowa: 1962 West Side Story
- Złoty Glob Najlepsza aktorka drugoplanowa: 1962 West Side Story
- Nagroda Emmy
  - Najlepszy gościnny występ aktorki w serialu dramatycznym: 1978 The Rockford Files
  - Indywidualne osiągnięcia w programach telewizyjnych: 1977 The Muppet Show
- Nagroda Tony Najlepsza aktorka drugoplanowa w sztuce: 1975 The Ritz